# Pafos Football Club
El Pafos Football Club (en griego: Πάφος FC) es un equipo de fútbol de Chipre de la ciudad de Pafos que juega en Primera División, primera categoría de fútbol en el país.

## Historia
Fue fundado el 10 de julio de 2014 en la localidad de Pafos de la fusión de los equipos AEK Kouklia y AEP Paphos después del descenso del AEK Kouklia de la Primera División de Chipre al finalizar la temporada 2013/14. El AEP Paphos estaba pasando por una crisis financiera durante esa temporada en la Segunda División de Chipre que lo llevaron a perder puntos durante la temporada.
El origen del club se dio por tener un equipo representativo de Pafos con solvencia económica y competitivo dentro del campo de juego. Christakis Kaizer, último presidente en la historia del AEK Kouklia, se convirtió en el primer presidente del nuevo club y el serbio Radmilo Ivancevic fue nombrado como el primer entrenador en la historia del equipo.
Al terminar la temporada 2016/17 en la Segunda División de Chipre acabó en segundo lugar de la liga, con lo que jugó en la Primera División de Chipre por primera vez en su historia en la temporada 2017/18, temporada en la que alcanzó las semifinales de Copa, consiguiendo así su mayor hito hasta el momento en dicha competición.

## Palmarés
- Primera División de Chipre (1): 2025
- Copa de Chipre (1): 2024

## Participaciones en UEFA
| Competición UEFA | Competición UEFA  | Competición UEFA | Competición UEFA      | Competición UEFA | Competición UEFA | Competición UEFA |
| Temporada        | Competición       | Ronda            | Rival                 | Ida              | Vuelta           | Global           |
| ---------------- | ----------------- | ---------------- | --------------------- | ---------------- | ---------------- | ---------------- |
| 2024/25          | Europa League     | Clasificatoria 1 | IF Elfsborg           | 0-3 (F)          | 2-5 (C)          | 2-8              |
| 2024/25          | Conference League | Clasificatoria 2 | FK Žalgiris           | 1-2 (F)          | 3-0 nv (C)       | 4-2              |
| 2024/25          | Conference League | Clasificatoria 3 | FK CSKA 1948 Sofia    | 1-2 (F)          | 4-0 nv (C)       | 5-2              |
| 2024/25          | Conference League | Play-off         | CFR Cluj              | 0-1 (F)          | 3-0 (C)          | 3-1              |
| 2024/25          | Conference League | Fase Liga        | FC Petrocub Hîncești  |                  | 4-1 (F)          | 4-1              |
| 2024/25          | Conference League | Fase Liga        | 1. FC Heidenheim 1846 | 0-1 (C)          |                  | 0-1              |
| 2024/25          | Conference League | Fase Liga        | Astana FK             | 1-0 (C)          |                  | 1-0              |
| 2024/25          | Conference League | Fase Liga        | ACF Fiorentina        |                  | 3-2 (F)          | 3-2              |
| 2024/25          | Conference League | Fase Liga        | NK Celje              | 2-0 (C)          |                  | 2-0              |
| 2024/25          | Conference League | Fase Liga        | FC Lugano             |                  | 2-2 (F)          | 2-2              |

## Uniforme
- Uniforme Titular: camiseta celeste, shorts blancos y medias blancas.
- Uniforme Suplente: camiseta azul, shorts azules y medias azules.

### Patrocinio
| Período   | Proveedor | Patrocinador    |
| --------- | --------- | --------------- |
| 2014–2019 | Jako      | Korantina Homes |
| 2019–     | Macron    | Korantina Homes |

## Entrenadores
- Radmilo Ivančević (2014)
- Sofoklis Sofokleous (2014-15)
- José Manuel Roca (2015-16)
- Demetris Ioannou (2016-17)
- Luka Elsner (2017-18)
- Steven Pressley (2018)
- Željko Kopić (2018-2019)
- Jeremy Steele (interino) (2019)
- Cameron Toshack (2019-2020)
- Dmitro Mijaylenko [2020-enero de 2021)]
- Stephen Constantine [febrero de 2021-junio de 2021]
- Darko Milanič [julio de 2021-mayo de 2022)
- Michel Salgado (mayo de 2022)
- Henning Berg (julio de 2022-mayo de 2023)
- Juan Carlos Carcedo (junio 2023-)